# Poilly-lez-Gien
Poilly-lez-Gien är en kommun i departementet Loiret i regionen Centre-Val de Loire strax norr Frankrikes mitt. Kommunen ligger i kantonen Gien som tillhör arrondissementet Montargis. År 2022 hade Poilly-lez-Gien 2 464 invånare.

## Befolkningsutveckling
Antalet invånare i kommunen Poilly-lez-Gien
| Referens: INSEE |